# Fulvio Roiter
Fulvio Roiter (né à Meolo (province de Venise) le 1er novembre 1926  et mort le 18 avril 2016 à Venise) est un photographe italien.

## Biographie
Par son premier livre, un reportage photographique sur Venise, publié par la Guilde du livre de Lausanne, il est le premier photographe italien à être édité.
Fulvio Roiter rejoint en 1949 le groupe artistique « Gondola di Venezia », il fait connaître le quotidien de la Sicile en 1953 et vend son premier portfolio au prestigieux magazine suisse Camera en 1954. Deux années plus tard, il remporte le Prix Nadar 1956 pour son ouvrage Ombrie Terre de Saint Francois qui sera le véritable démarrage de sa carrière.
En 1973, il est l'invité d'honneur des Rencontres d'Arles (France). Une soirée de projection lui est en partie consacrée, intitulée « Rétrospectives Jean Dieuzaide et Fulvio Roiter ».
On lui confie des travaux qui le lancent sur les routes de France et d’ailleurs : Espagne, Belgique, Brésil, Mexique, Liban, Maroc, Irak et qui donnent lieu à autant de livres. Un livre en particulier,  Being Venice (Vivre Venise) lui valut un beau succès et reste un des livres photographiques les mieux vendus dans le monde. Selon le site officiel du photographe, son travail reflète son caractère : « un homme brillant, légèrement de mauvais caractère, un amoureux de la beauté et de la vie ».

## Prix et récompenses
- 1956, Prix Nadar, pour son livre Ombrie Terre de Saint Francois.
- 1978, Prix aux Rencontres Internationales de la Photographie, Arles
- 1988, Prix Cangrande della Scala, Vérone, pour honorer sa carrière.
- 1990, Prix Maschera d'Argento de la photographie
- 1995, L'Osella d'Oro, Rotary Club de Venise
- 2003, Prix Masi « Valori Veneti »

## Publications
- Les Petits des hommes, La Guilde du Livre, Lausanne, 1954, avec André Vick et Yvan Dalain, texte de Gilbert Cesbron.

- (fr) Vivre Venise, éditions Mengès, 1978  (ISBN 978-2-85620-193-0)